# Eisenbach (Gelbach)
Der Eisenbach ist ein sechzehn Kilometer langer und linker Zufluss des Gelbachs bei Reckenthal (Montabaur). Er durchfließt den rheinland-pfälzischen Westerwaldkreis.

## Name
Der Bach wird 1220 als ad flumen isena erstmals schriftlich genannt. Bei dem Namen handelt es sich um eine n-Ableitung des ahd. Wortes īs für 'Eis' und nimmt wahrscheinlich Bezug auf das kalte Wasser.

## Geographie

### Verlauf
Der Eisenbach entspringt in der Montabaurer Senke bei Ehringhausen (Gemeinde Meudt) im nordöstlichen Teil der Verbandsgemeinde Wallmerod. Nordöstlich von Meudt durchfließt er den Ortsteil Eisen, Östlich von Meudt ist er namensgebend für das Naturschutzgebiet Eisenbachwiesen. Von hier fließt er nach Südosten nach Berod bei Wallmerod und verläuft von hier bei Steinefrenz nach Süden und tritt in das Gemeindegebiet von Girod ein. Von hier wendet er sich nach Südwesten, vorbei am Giroder Ortsteil Kleinholbach, und dient dann als Grenze zwischen Nomborn und dem südwestlichen Gemeindegebiet von Girod. Weiter südwestlich fließend erreicht der Fluss das nordöstliche Gemeindegebiet von Heilberscheid und tritt dann bei Reckenthal (Ortsteil von Montabaur) von links dem Gelbach bei.

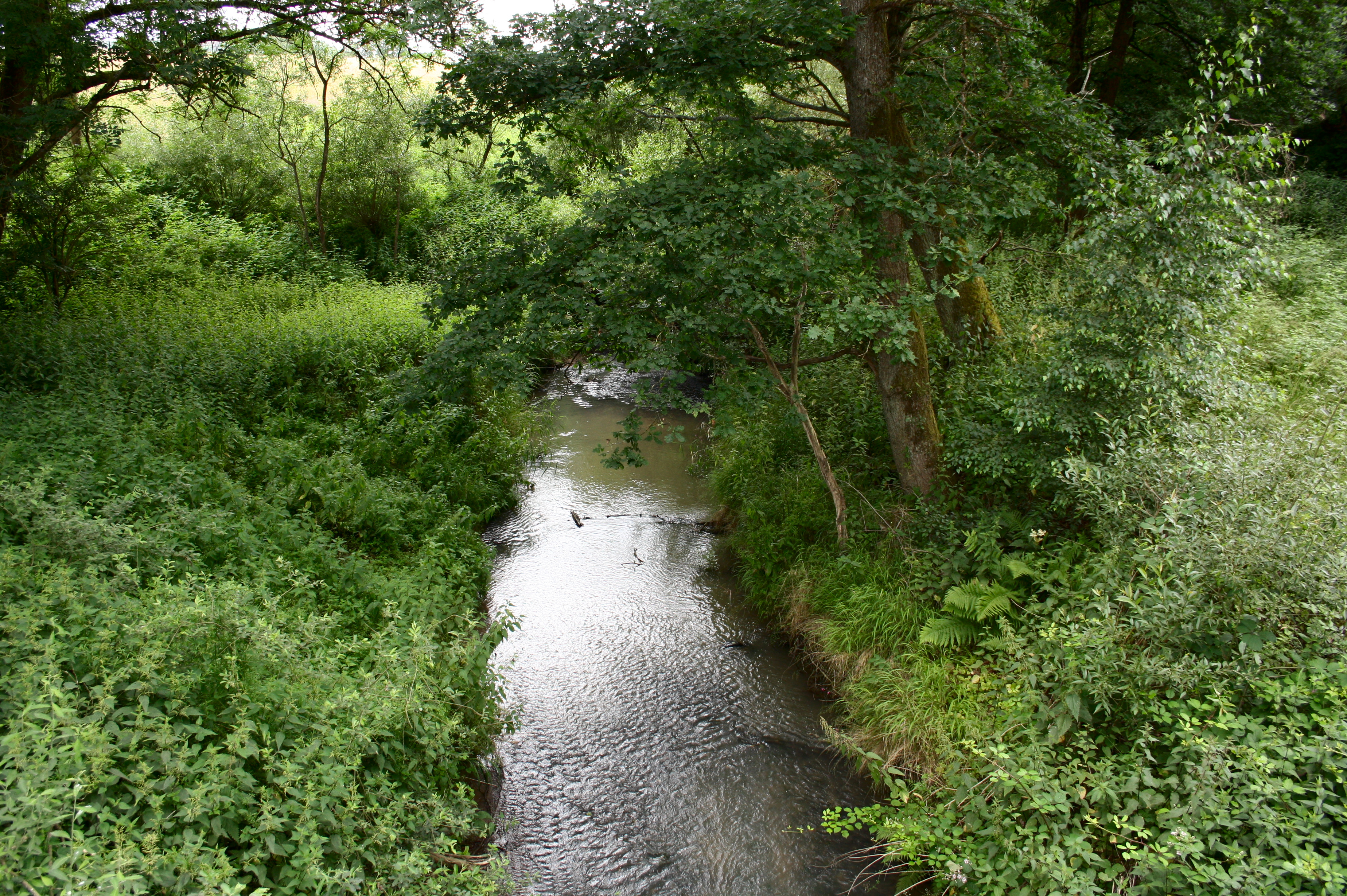
Der Eisenbach bei Girod
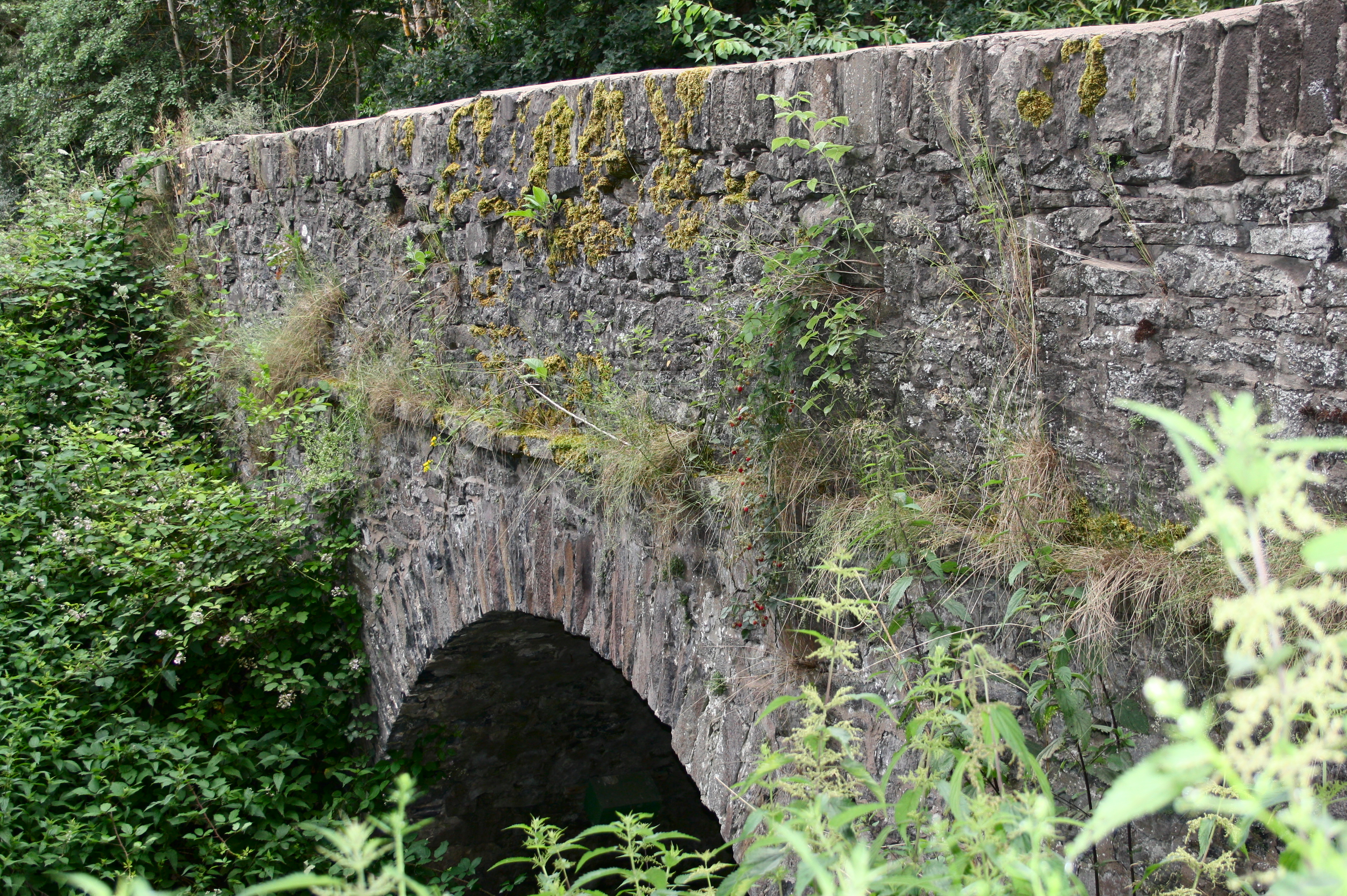
Die Eisenbachbrücke bei Girod, Kulturdenkmal in Girod
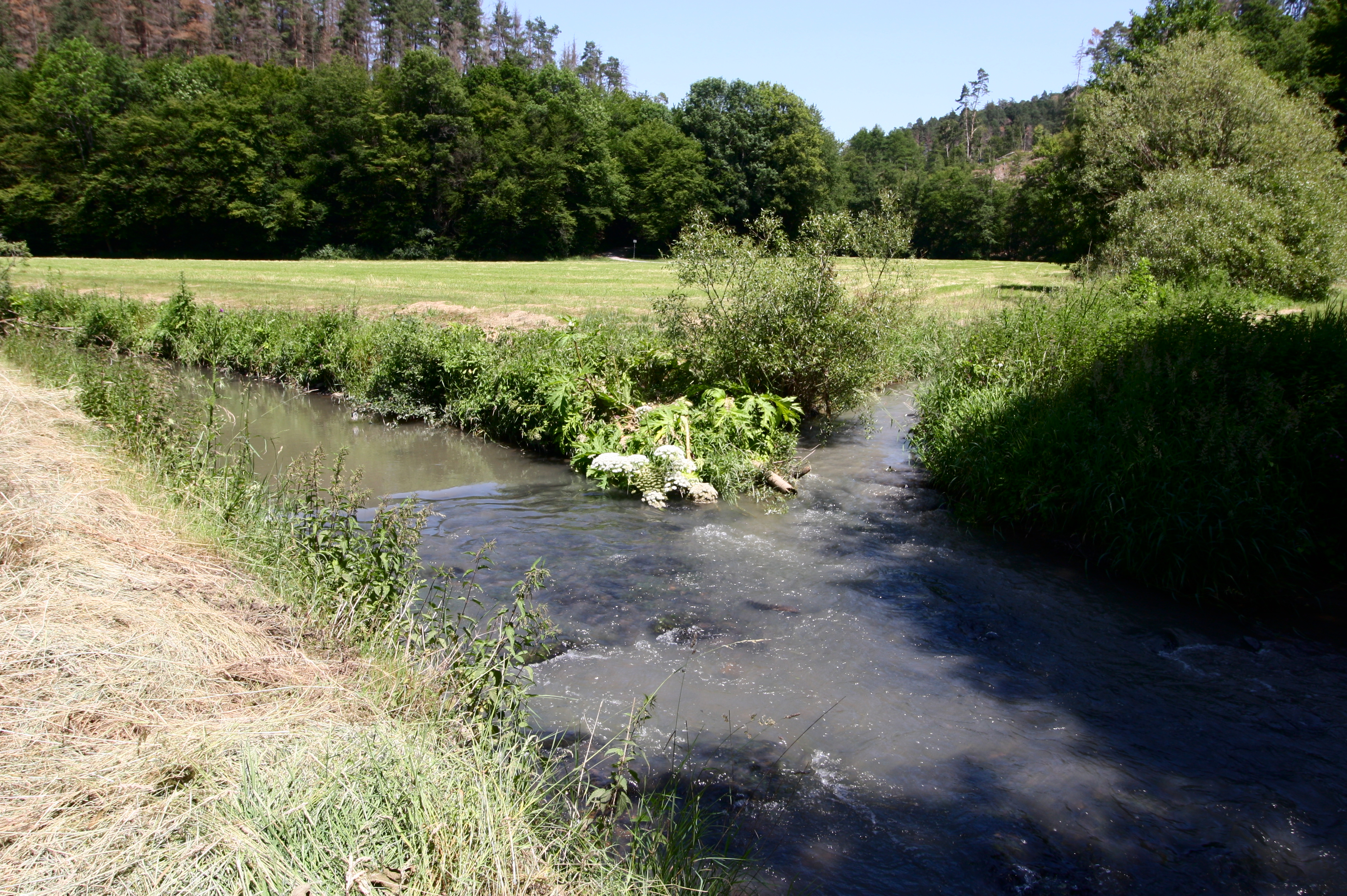
Der Zufluss des Eisenbach (oben rechts) in den Gelbach

### Zuflüsse
- Meudter Bach (von rechts, östlich von Meudt, ca. 2 km, GKZ 25894612)
- Lochheimer Bach (von links, nördlich von Berod, ca. 3 km, GKZ 2589462)
- Quallbach (von rechts, nördlich von Zehnhausen, ca. 2 km, GKZ 25894632)
- Zehnhausener Wiesenbach (von rechts, südlich von Zehnhausen, ca. 850 m, GKZ 258946392)
- Leckersbach (von links, nördlich von Steinefrenz, ca. 2,5 km, GKZ 2589464)
- Rother Bach (von rechts, östlich von Steinefrenz, ca. 3,6 km, GKZ 2589466)
- Schuldheissener Mühlengraben (Abzweig, nach rechts, südöstlich von Steinefrenz, 777 m, GKZ 258946714)
- Giroder Dorfbach (von rechts, südlich von Girod, ca. 2,3 km, GKZ 2589468)
- Bach aus Kleinholbach (von rechts, bei Kleinholbach, 1,2 km, GKZ 258946914)
- Graben von der Freimühle (Abzweig, von rechts, südlich von Kleinholbach, 650 m, GKZ 2589469172)
- Nomborn (von links, nordwestlich von Nomborn, 860 m, GKZ 258946918)

## Trivia
Der Eisenbach ist namensgebend für den Sportverein Eisbachtaler Sportfreunde, der hier eine Verkürzung der Bezeichnung des Eisenbachs für seinen Namen verwendet.